# Biblioteca Nacional de Chipre del Norte
La Biblioteca nacional de la República Turca del Norte de Chipre es la Biblioteca principal de la República Turca del Norte de Chipre un estado de facto en la isla de Chipre. El edificio se localiza específicamente en Nicosia. Fue fundada el 17 de noviembre de 1958. La colección consta de 229,626 libros, que se pueden clasificar de la siguiente manera.